# フィリピン空軍
フィリピン空軍（フィリピンくうぐん、タガログ語: Hukbong Panghimpapawid ng Pilipinas、英語: Philippine Air Force、略称PAF）は、フィリピンの空軍組織。

## 概要
フィリピン軍の航空部隊は、独立準備中のコモンウェルスの時代に、フィリピン陸軍の一部であるフィリピン陸軍航空軍（Philippine Army Air Corps, PAAC）として誕生した。マニラ近郊に作られた飛行場で練習機3機から始まり、1940年には航空機約40機と搭乗員約100名の規模になっていた。搭乗員は、軽爆撃などの訓練を受けていた。しかし、太平洋戦争が始まると、フィリピンの戦いにおいて日本軍の攻撃で壊滅した。
現在のフィリピン空軍は、太平洋戦争後の1947年7月1日に設立された。1950年代から1960年代にかけて、P-51戦闘機やF-86D/F戦闘機を保有していた。その後、フィリピン経済の停滞に加えて共産ゲリラ勢力の鎮圧をはじめとした非対称戦争に重点が置かれたことにより、大がかりな装備の更新は滞るようになった。2005年10月には、最後のF-5A/B戦闘機が老朽化により退役し、それ以降は純粋な作戦機としての戦闘機を保有していない。2013年の報道では、「稼働ジェット機が4機」と表現されたこともある。
南沙諸島問題を通じた中国の影響力増大を受け、領域警備の必要性を感じたフィリピン政府では、2011年12月21日、アメリカとの間で中古のF-16 12機～24機程度の譲渡の可否について協議した。この導入が実現すれば、フィリピン空軍の防空能力は飛躍的に向上することとなるが、一方で、現状の予算や練度の点に問題があることから、仮に第四世代戦闘機を導入しても十分に運用できないことも予想されたため、アキノ大統領の政治判断によりF-16導入の計画は白紙となった。
2012年、攻撃機としても使用可能な練習機であるT-50（軽攻撃機型はFA-50）もしくはM-346を、計12機調達する計画が発足し、T-50を売り込もうとしている韓国との交渉が進んだ。韓国との交渉の結果、運用法次第では平時の領空警備やゲリラ対処も可能な超音速性能を有すること、アメリカを代表する軍事企業であるロッキードマーティン社が設計を行った航空機であること、そして韓国側が提示した価格面での安さを選定理由として、T-50（FA-50）を2014年頃に調達することが決定した。また、陸海空軍が統合運用システムの下で運用する航空機として、エンブラエル EMB-314型COIN機、攻撃ヘリコプター、輸送機の導入も行われる。
2020年10月13日、A-29B（EMB-314）COIN機が就役した。
2021年、アメリカ空軍から2機のC-130H輸送機を中古で受領した。
3個航空師団と8個航空団を保有する。そのうち、第710特殊作戦団が特殊部隊として機能している。

## 警戒管制レーダー
2023年10月、三菱電機のFPS-3MEレーダーがフィリピン空軍に納入され、マニラの北北西200kmにある旧ウォレス航空基地のフィリピン空軍第580警戒管制団にて任務についた。また移動式のTPS-14MEレーダーも順次供与予定である。

## 活動
2017年5月、ミンダナオ島にてフィリピン治安部隊とイスラム系武装組織、アブ・サヤフが交戦状態になった。フィリピン空軍は、戦闘ヘリコプターをマラウィ市内に展開し、武装組織に向けロケット弾による攻撃を行っていた。

## 保有機材

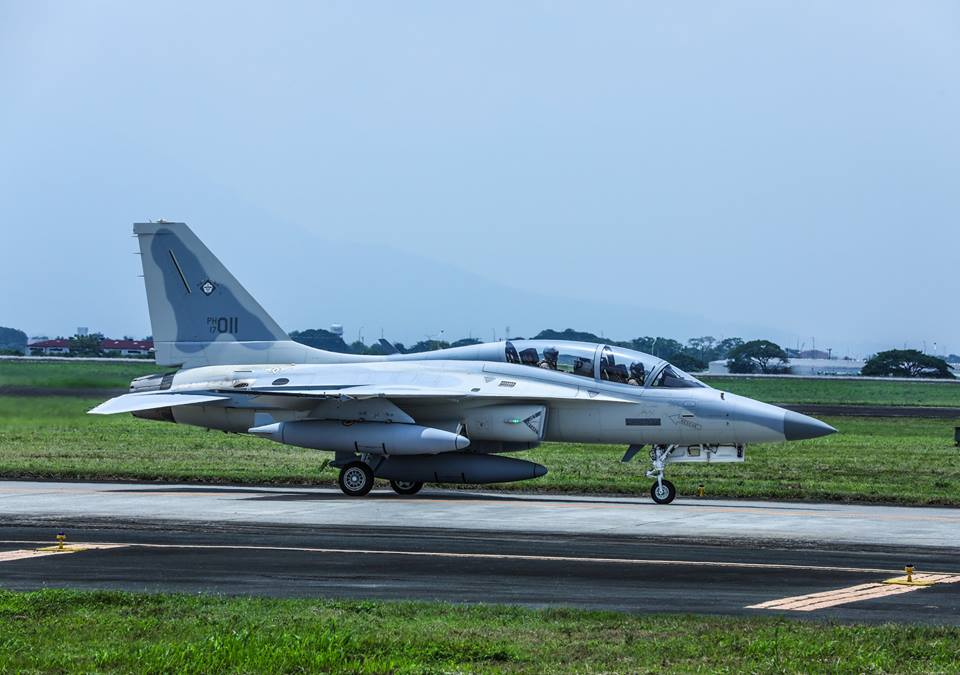
フィリピン空軍のFA-50PH

- KAI FA-50：軽戦闘爆撃機。2015年初号機を受領。2025年時点で11機を保有し、12機を発注中[12]。
- アエルマッキ S-211：軽攻撃機・練習機
- エンブラエル EMB-314：COIN機[13]
- アエルマッキ SF-260：COIN機
- ロッキード C-130：ターボプロップ輸送機[8]
- フォッカー F28：要人輸送機
- ヒューズ MD-520：ヘリコプター
- シコルスキー S-76：ヘリコプター
- ベル UH-1：ヘリコプター
- シコルスキー UH-60：ヘリコプター
- TAI T-129：攻撃ヘリコプター

## 基地の一覧

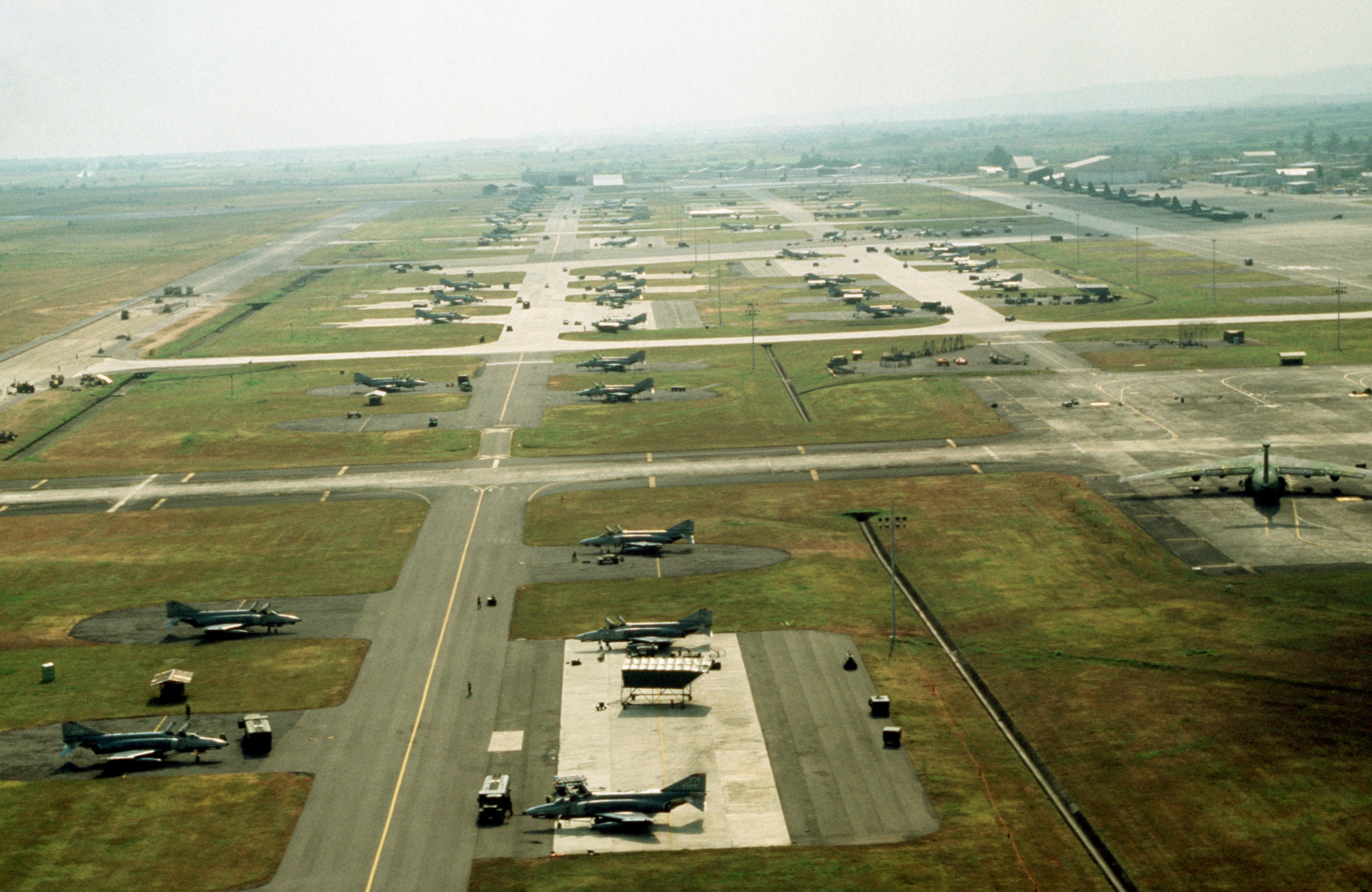
クラーク空軍基地（1989年当時。米軍撤退後は一部が経済特区になるなど規模が縮小されている。）

- コロネル・ヘスス・ビラモア空軍基地（パサイ）：空軍司令部が所在。マニラ首都圏内にある。
- クラーク空軍基地（パンパンガ州アンヘレス）：旧アメリカ空軍基地。1991年に返還。国際空港としても使用中。
- コロネル・エルネスト・ラビナ空軍基地（タルラック州カパス）
- セサル・バサ空軍基地（パンパンガ州フロリダブランカ）：かつては、F-8、F-5戦闘機部隊が所在。
- アチェンダ空軍基地（カヴィテ州）：第15攻撃航空隊を始めとするCOIN機部隊が所在。
- フェルナンド空軍基地（バタンガス州）：基地の始まりは、1942年に大日本帝国陸軍の建設による。
- バウチスタ空軍基地（パラワン州）
- アンドリュース空軍基地（サンボアンガ）：共産主義勢力およびイスラム反政府勢力に対する掃討作戦で使用中。
- ラジャ・ブアヤン空軍基地（南コタバト州）：第100練習航空隊が所在。
- ベニート・エブエン空軍基地（セブ州マクタン島）：C-130を装備する第220輸送航空団が所在[8]。

## 展示施設
マニラ首都圏のパサイにフィリピン空軍航空博物館があり、過去に配備された機体や兵装、制服などが展示されている。